# Allée du Printemps
L'allée du Printemps est une voie de circulation des jardins de Versailles, en France.

## Description
L'allée du Printemps débute au sud sur l'avenue de la Division-Leclerc et se termine environ 850 m au nord sur l'allée du Petit-Pont.
Elle croise, d'un bout à l'autre :
- le bassin de Saturne, à l'intersection avec l'allée de Bacchus-et-de-Saturne, vers le Sud.
- le Tapis vert,
- le bassin de Flore, à l'intersection avec l'allée de Cérès-et-de-Flore, vers le Nord.